# صفحه طلایی وویجر

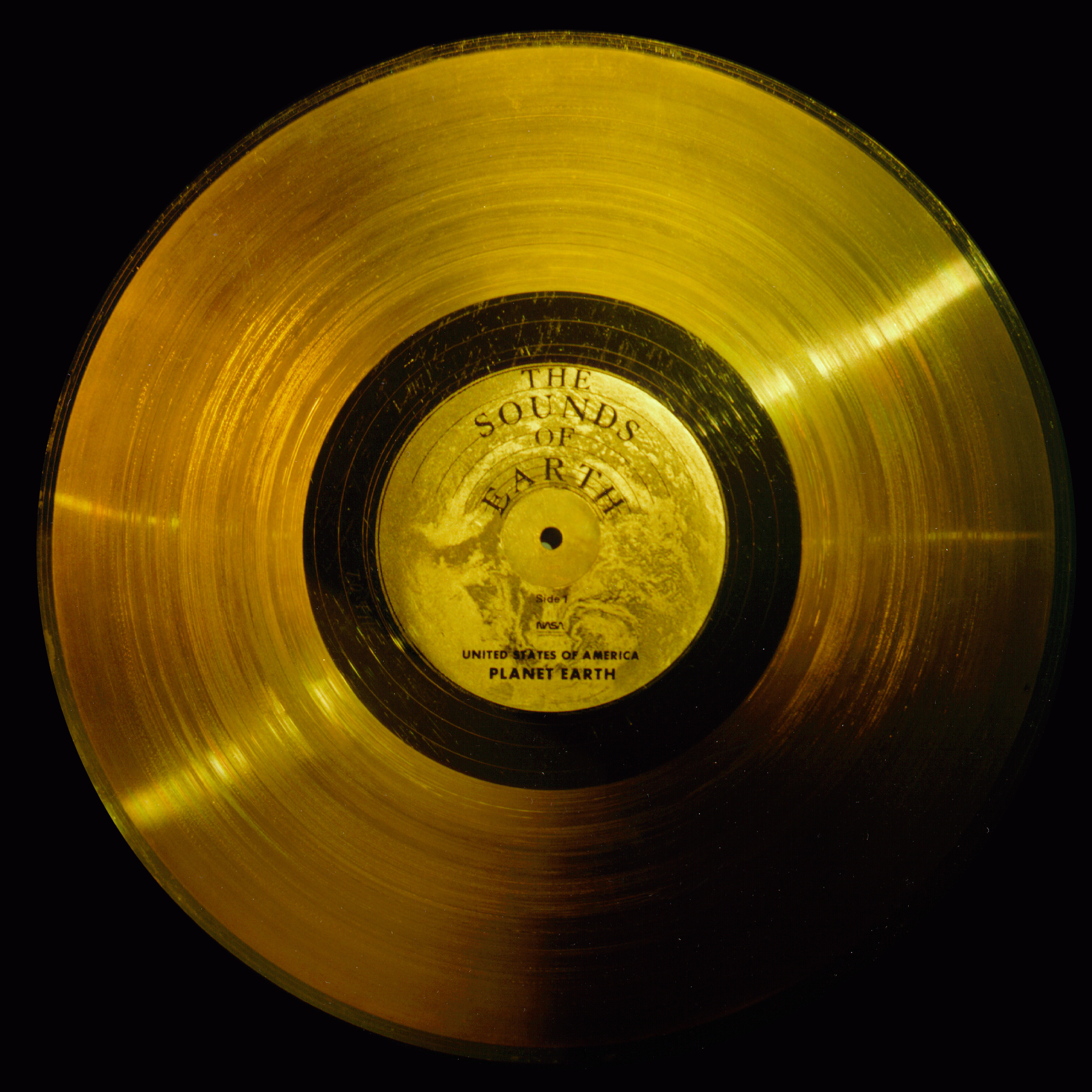
صفحهٔ طلایی وویجر

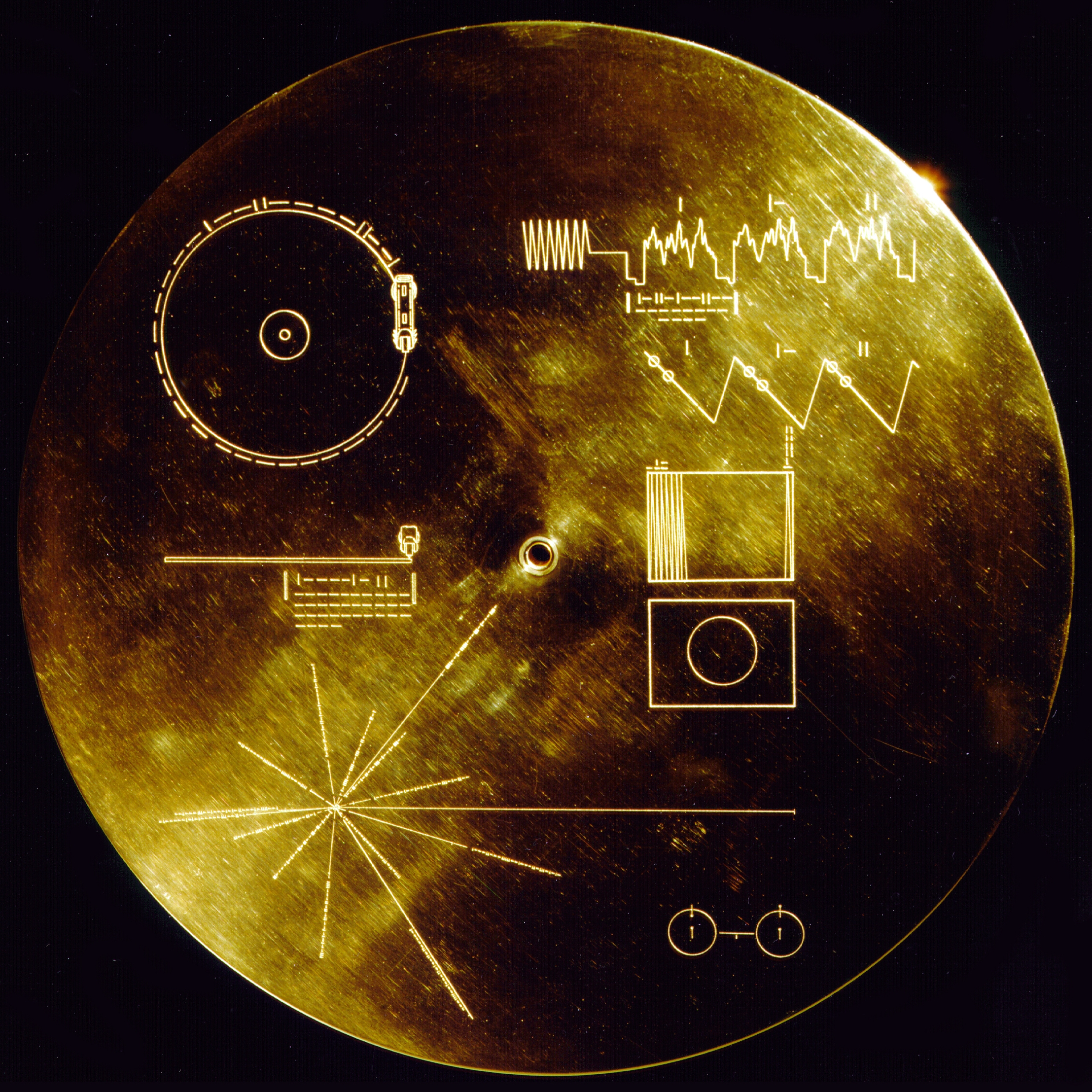
پوشش صفحهٔ طلایی وویجر که روش‌های بازیافت اطلاعات درون دیسک بر آن به تصویر کشیده شده‌اند.

صفحهٔ طلایی وویجر (به انگلیسی: Voyager Golden Record)، نسخه‌ای از ۲ صفحهٔ فونوگرافی است که در فضاپیماهای وویجر (وویجر ۱ و وویجر ۲) که در سال ۱۹۷۷ به فضا پرتاب شدند قرار داده شده‌است. این صفحه‌ها شامل نگاره‌ها و آواهایی هستند که برای نشان دادن گوناگونی زندگی و فرهنگ‌های زمینی برای موجودات هوشمند فضایی ساخته شده‌اند. فضاپیماهای وویجر به سمت ستارهٔ مشخصی فرستاده نشده بودند، هرچند وویجر ۱ به سوی ستارهٔ اِی‌سی+۷۹ ۳۸۸۸ در حرکت است که در فاصلهٔ ۱۷٫۶ سال نوری از زمین قرار دارد؛ وویجر ۱ در حدود ۴۰٬۰۰۰ سال دیگر به منظومهٔ این ستاره می‌رسد.
با توجه به اندازهٔ بسیار کوچک این کاوشگرها و وسعت فضای میان ستاره‌ای، امکان برخورد تمدنی فرازمینی با آن‌ها بسیار اندک است. ادامهٔ پخش امواج الکترومغناطیسی این کاوشگرها نیز در آینده‌ای نه چندان دور متوقف خواهد شد.
کارل سیگن یادآور شده که: «این صفحه‌ها تنها هنگامی نمایش داده خواهند شد که تمدنی پیشرفته و میان‌ستاره‌ای آن‌ها را پیدا کند. اما در هر حال، پرتاب این بطری در میان اقیانوس فضایی حرف‌های امیدوارکننده‌ای برای زندگی در این سیاره دارد.» بنابراین بهتر است به این صفحه‌ها به عنوان کپسول زمان یا نماد یک اندیشه نگاه شود تا تلاشی جدی برای ارتباط با زندگی فرازمینی.

## محتویات
محتویات این صفحات توسط کمیته‌ای به ریاست کارل سیگن از دانشگاه کرنل برای ناسا انتخاب شدند. سیگن و تیمش، ۱۱۶ نگاره و آواهای طبیعی شامل موج آب، آذرخش و حیوانات (شامل صدای پرندگان و نهنگ‌ها) را گردآوری کردند. قطعات موسیقی از فرهنگ‌ها و زمان‌های گوناگون شامل قطعاتی از باخ، بتهوون، استراوینسکی، موزارت، موسیقی فولکلور و موسیقی محلی آذربایجان، و عبارت سلام به ۵۶ زبان گوناگون (۵۵ زبان باستانی و جدید به همراه زبان اسپرانتو) و پیام چاپ شده از رئیس‌جمهور جیمی کارتر و نیز دبیرکل سازمان ملل متحد در آن‌زمان، کورت والدهایم، در این صفحات جایگذاری شده‌اند. متن پیام فارسی در صفحهٔ طلایی وویجر چنین است:
«درود بر ساکنان ماورای آسمان‌ها.» برای مشاهدهٔ فهرست پیام‌ها به دیگر زبان‌ها و جزئیات بیشتر محتویات صفحه طلایی وویجر را ببینید.

## خواندن

توضیحات بخش‌های مختلفی که بر روی پوشش صفحهٔ طلایی وویجر حک شده‌اند و روش‌های بازیافت اطلاعات درون دیسک را بیان می‌کنند.

روش خواندن محتویات صفحات طلایی وویجر بر روی پوشش این صفحات با اشکال ساده‌ای بیان به نمایش درآمده‌اند. در بالا سمت چپ این پوشش، مکان درست برای خواندن صفحه از ابتدا نمایش داده شده و به دور آن نرخ سرعت خواندن صفحه به باینری درج شده‌است؛ این میزان برابر ۳٫۶ ثانیه است که در واحد ۰٫۷ میلیونم ثانیه بیان شده که زمان لازم برای انتقال یک اتم هیدروژن است. این نگاره نشان می‌دهد که صفحه را باید از بیرون به سمت داخل خواند. پایین آن نیز نمای کناری صفحه به نمایش درآمده و به باینری، مدت زمان لازم برای خواندن یک طرف صفحه (حدود یک ساعت) نوشته شده‌است.
نگارهٔ بالا و سمت راست نشان‌دهندهٔ چگونگی ساخت تصاویر از سیگنال‌های ضبط‌شده بر صفحه است؛ این تصویر سیگنالی را نشان می‌دهد که در ابتدای تصاویر ذخیره شده قرار دارد. مدت زمان هر خط تصویر (حدود ۸ میلی‌ثانیه) به باینری در زیر آن نوشته شده‌است. نگاره زیر آن نیز نشان‌دهندهٔ چگونگی قرار دادن خطوط تصویر در کنار هم برای نمایش صحیح تصاویر است. نگارهٔ زیر آن هم بیان می‌کند که ۵۱۲ خط عمودی در هر تصویر وجود دارد. مستطیلی که در آن دایره‌ای وجود دارد برای این است که نسبت خطوط عمودی به افقی به‌درستی نشان داده شود؛ یک تصویر از قرص خورشید نیز برای تنظیم رنگ تصاویر خوانده شده از صفحه قرار دارد.
نگارهٔ حک‌شده در پایین سمت چپ پوشش، همانی است که پیشتر در لوح پایونیر ۱۰ و ۱۱ قرار داشت و محل دقیق زمین را در کهکشان راه شیری با توجه به ۱۴ تپ‌اختر مشخص کرده‌است. در نگارهٔ پایین سمت راست نیز دو دایره متصل که بیانگر اتم هیدروژن است قرار داده شده‌است و عدد یک بیانگر فاصلهٔ زمانی انتقال اتم از یک حالت به حالت دیگر است که به عنوان واحدی برای خواندن محتویات صفحه در توصیحات پوشش بکار رفته‌است.

## ساختار
صفحه از مس طلاکاری شده ساخته شده‌است. پوشش آن از آلومینیوم است که آن را با اورانیوم-۲۳۸ آبکاری الکتریکی کرده‌اند. نیمه عمر اورانیوم-۲۳۸، ۴٬۴۶۸ میلیون سال است و بدین ترتیب تمدن‌های هوشمند می‌توانند پس از یافتن این صفحات، عمر آنها را محاسبه کنند.
همچنین نوشته‌ای با دست حکاکی شده با متن «به سازندگان موسیقی - تمام دنیاها، در همه زمان‌ها» در سطح بین پوشش و صفحه خواندنی نوشته‌شده‌است.